# Gewoon meniezwammetje
Het gewoon meniezwammetje (Nectria cinnabarina) is een lid van de klasse der Sordariomycetes dat opvalt als kleine stipjes op dode takken. De zwam komt voor in een zich seksueel voortplantende vorm en in een aseksuele vorm. De laatste staat ook bekend onder de naam Tubercularia vulgaris.
Er zijn twee duidelijke stadia bij deze schimmel. Eerst manifesteert hij zich in de vorm van lichtroze vlekjes op hout. Er worden talloze ongeslachtelijke sporen gevormd. Deze heten conidia. Het tweede stadium bestaat uit donkerrode wratjes, die de sporenzakjes dragen.

## Uiterlijk
Teleomorf
De vruchtlichamen van de teleomorf (seksuele vorm) worden perithecia genoemd. De bolletjes zijn rood tot roodbruin, met een donkerder top. Aan de bovenkant zijn de perithecia voorzien van een klein wratje, waardoor de een voor een rijpende sporen worden weggeschoten. Wanden van perithecia zijn 40-60 µm dik.
De asci zijn cilindrisch tot smal knotsvormig, 85–96 × 8–9,5 µm, achtsporig. De sporen zijn gerangschikt in twee rijen in het bovenste deel van de ascus en in één rij in het onderste deel. De ascosporen zijn ellipsvormig tot spoelvormig, meestal met één septum, gladwandig en meten 14–17,5 × 4–5,5 µm.
Anamorf
De anamorf (aseksuele vorm) maakt sporodochia op het stroma. Sporodochia met steel groeien solitair of in groepjes van 2-6. Ze worden tot 1,6 mm hoog, tot 2,5 mm doorsnede. De kleur is wit, geelachtig, oranje, soms rood. De steeltjes van sporodochia zijn wit tot roodachtig, tot 0,6 mm dik. Conidiogene cellen zijn 3–9 μm lang, 1,5–2 μm diameter. Conidia zijn ongekleurd, eencellig, smal ellipsvormig tot cilindrisch, 5,2–7 × 1,9–2,7 µm, gladwandig.

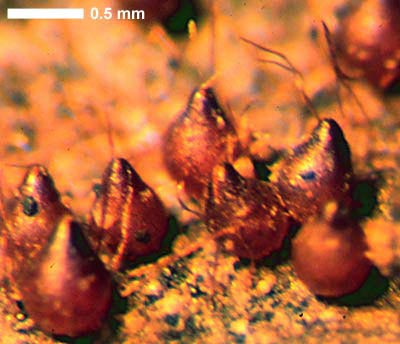
Rode meniezwam (teleomorf). Rijpe sporen worden stuk voor stuk door een opening aan de bovenkant weggeschoten.
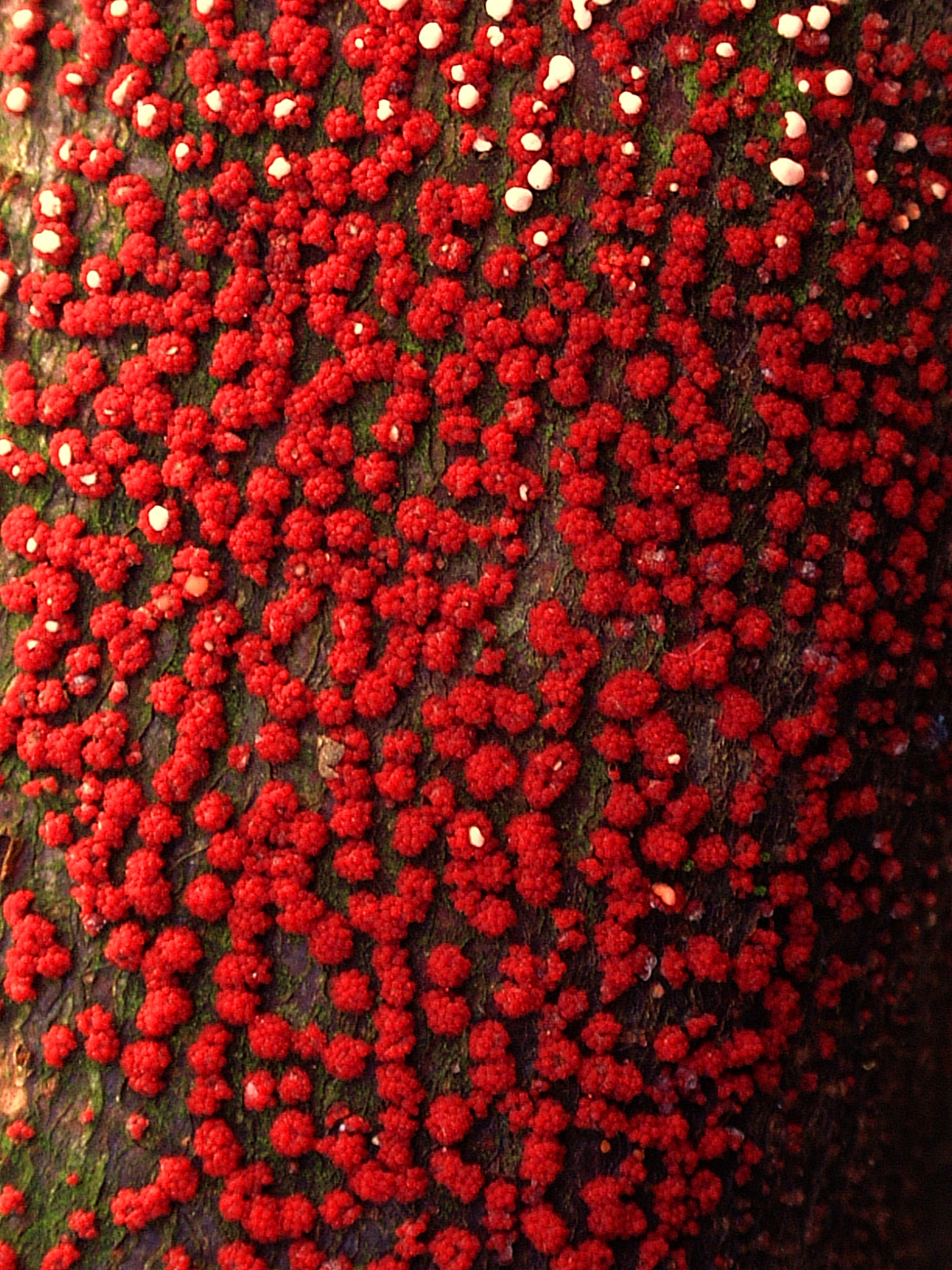
Rode meniezwam (teleomorf)
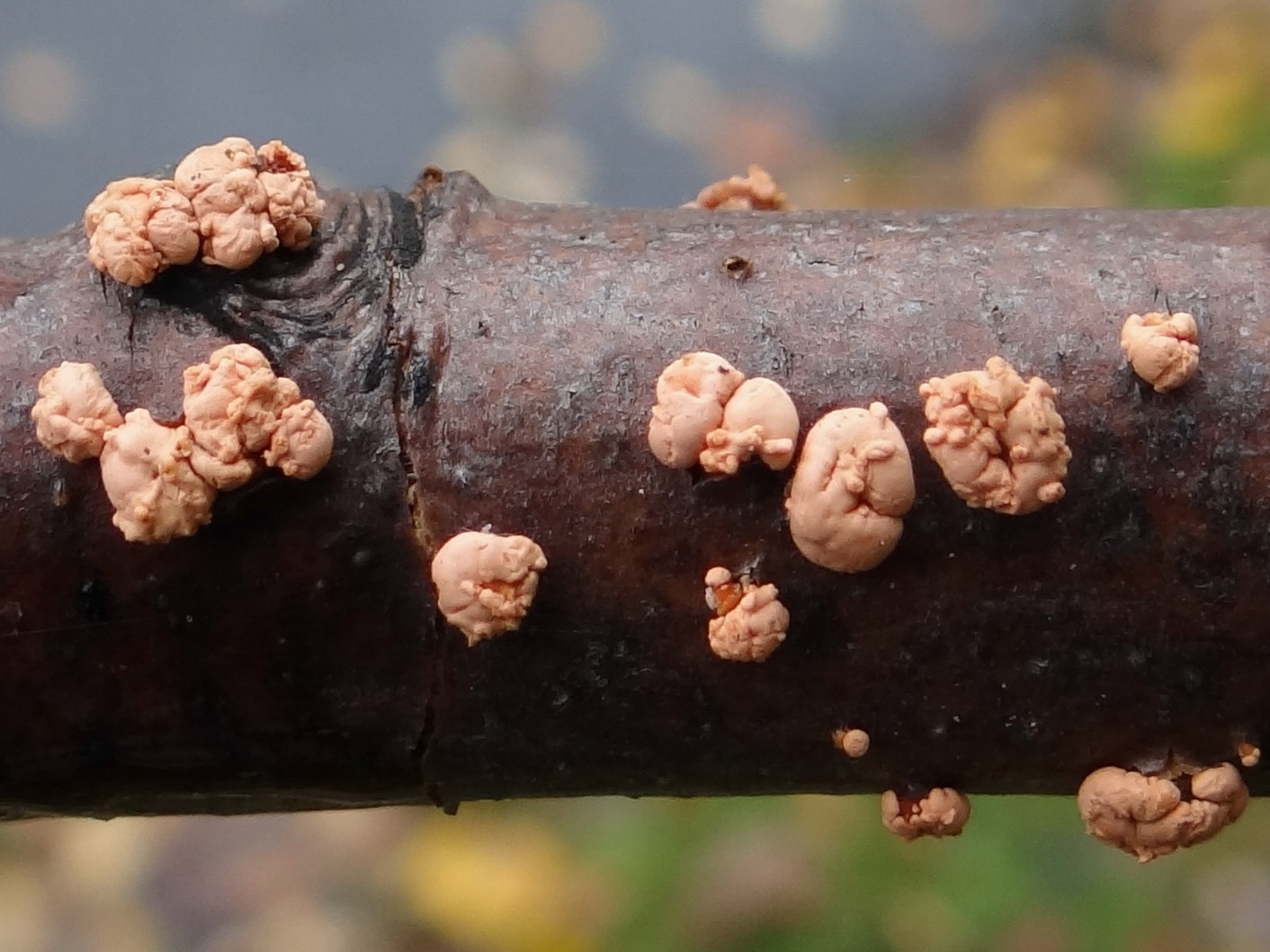
Rode meniezwam (anamorf)

## Verspreiding
Het gewoon meniezwammetje verschijnt, vaak massaal, op de schors van beschadigde boomtakken. Het zwammetje groeit op stervend weefsel waarin nog veel suikers aanwezig zijn. Het is een zeer algemene zwamsoort die het gehele jaar voorkomt, maar de sporenzakjes komen alleen voor in de herfst. De seksuele en aseksuele vormen worden vaak bij elkaar aangetroffen.